# Vallée de Josbaig
La vallée de Josbaig est une vallée située dans les Pyrénées béarnaises. Elle recouvre le territoire de 6 communes regroupées en une communauté de communes : Aren, Géronce, Geüs-d'Oloron, Orin, Saint-Goin, Préchacq-Josbaig.

## Toponymie
Josbaig (Jeus-bag en 1328) signifie « basse vallée du Joos ».

## Géographie
La vallée de Josbaig se trouve dans le prolongement du piémont oloronais, au nord-ouest d’Oloron-Sainte-Marie, dans la direction de Navarrenx. Elle est traversée par le Joos, affluent du gave d'Oloron.

## Histoire
La vallée est historiquement une vallée fortement marquée par l’agriculture. L’architecture des villages et le paysage confirment cette activité.

## Culture
- La vallée jouxte le Pays d’art et d’histoire « Béarn des gaves ».
- Carnaval de Géronce : ce carnaval se déroule à Géronce à la fin de l’hiver et regroupe toutes les communes de la vallée.
- La vallée dispose de nombreux sites archéologiques[2].